# Milan-San Remo 1992
L'édition 1992 de la course cycliste Milan-San Remo s'est déroulée le samedi 21 mars et a été remportée par le vétéran Sean Kelly devant le grandissime favori Moreno Argentin. 
La course disputée sur un parcours de 294 kilomètres est la première manche de la Coupe du monde de cyclisme sur route 1992.

## Déroulement de la course
Après le départ de Milan, un seul coureur (Fabrizio Convalle) a réussi à constituer l’échappée matinale. Son avance a atteint au maximum plus de 21 minutes. Cependant, le transalpin a vu son avance fondre avec d'être repris au kilomètre 224. 
Les premiers capis sont animés par de nombreuses attaques donc celle de Jasper Skibby. Dans la Cipressa, après une accélération de Maurizio Fondriest, Raul Alcalà a attaqué violemment. Le Mexicain est repris par Frans Maasen dans la descente qui a suivi.
Malheureusement pour le duo de tête, l'équipe Ariostea a vite réagi pour reprendre ces coureurs sur le bord de mer. 
Ensuite, après une tentative peu avant le pied du Poggio par Eric Boyer, Moreno Argentin a attaqué à quatre reprises dans l'ultime difficulté pour faire exploser des coureurs comme Laurent Jalabert, Johan Museeuw et Jim Van der Laer. Au sommet, Argentin a compté près de dix secondes d'avance sur un peloton amaigri. 
Mais dans la descente sur San Remo, Sean Kelly a réalisé un "numéro" pour revenir sur Argentin sous la flamme rouge. Au sprint, l'Irlandais a battu facilement son adversaire.

## Classement
| #  | Coureur          | Équipe              |    | Temps           |
| -- | ---------------- | ------------------- | -- | --------------- |
| 1  | Sean Kelly       | Lotus-Festina       | en | 7 h 31 min 42 s |
| 2  | Moreno Argentin  | Ariostea            | +  | 0 s             |
| 3  | Johan Museeuw    | Lotto-Mavic-MBK     |    | 3 s             |
| 4  | Uwe Raab         | PDM-Ultima-Concorde |    | 3 s             |
| 5  | Scott Sunderland | TVM-Sanyo           |    | 3 s             |
| 6  | Olaf Ludwig      | Panasonic-Sportlife |    | 3 s             |
| 7  | Nico Verhoeven   | PDM-Ultima-Concorde |    | 3 s             |
| 8  | Etienne De Wilde | Telekom-Eddy Merckx |    | 3 s             |
| 9  | Laurent Jalabert | Once                |    | 3 s             |
| 10 | Rolf Sørensen    | Ariostea            |    | 3 s             |